# Mario Vitti
Mario Vitti (griechisch Μάριο Βίττι; * 18. August 1926 in Konstantinopel; † 14. Februar 2023 in Rom) war ein italienischer Neogräzist und Professor für Neogräzistik der Università della Tuscia in Viterbo, Italien.

## Biografie
Mütterlicherseits war Vitti griechischer Herkunft, ist in der griechischen Gemeinde Konstantinopels aufgewachsen und schrieb gleichermaßen eloquent Griechisch wie Italienisch. Kurz nach dem Zweiten Weltkrieg siedelte die Familie von Konstantinopel nach Italien über. Vitti hat zunächst an der Universität Palermo und an der Universität Neapel L’Orientale, daneben auch als Visiting Professor in Paris, Genf und Thessaloniki und zuletzt an der Tuskischen Universität in Viterbo gelehrt. Er lebte in Rom und war Präsident der Associazione Nazionale di Studi Neogreci.
Vitti war einer der führenden italienischen Experten auf dem gesamten Gebiet der neueren griechischen Literatur. Er hat unter anderem das Manuskript der Ευγένα Evjena (Venedig 1646), eines religiösen Dramas eines nicht weiter bekannten Theodoros Montzeleze (auch: Montseleze; griechisch Θεόδωρος Μοντσελέζε) von der Insel Zakynthos entdeckt, welches die Kenntnis der Theaterproduktion im volkssprachlichen Griechisch erweitert hat. Insbesondere hat er sich mit Andreas Kalvos, dem Mitarbeiter von Ugo Foscolo, beschäftigt, die Generation der 30er-Jahre grundlegend untersucht und das dichterische Werk des Odysseas Elytis analysiert und ins Italienische übersetzt. Gegenstand einer seiner Untersuchungen wurde auch der italienische Literaturkritiker und -historiker Mario Petrucciani.
Vitti verkehrte in zahlreichen literarischen Zirkeln und kannte viele der bedeutenden zeitgenössischen Dichter, darunter Elytis und Seferis, persönlich. Die Princeton University Library verwahrt Briefe von griechischen, türkischen, italienischen und anderen Dichtern und Autoren an Vitti aus den Jahren von 1947 bis 1992 sowie von Vitti gesammelte Manuskripte griechischer Autoren.
Vitti war Ehrendoktor der Universitäten von Paris, Thessaloniki und Zypern sowie Träger des vom griechischen Schriftstellerverband verliehenen Dido-Sotiriou-Preises.

## Schriften
Studien
- A. Kalvos e i suoi scritti in italiano. Neapel 1960.
- (Hrsg.): Πηγές για τη βιογραφία του Κάλβου (Επιστολές 1813–1820). Thessaloniki 1963.
- Eviena. Tragedia secentesca di Zante e gli influssi del teatro italiano su quello neoellenico. Accademie e biblioteche d'Italia, a. 31, n. 2-3, In 1963.
- Calbo (Kalvos), Andrea. In: Dizionario Biografico degli Italiani 16, 1973  (online)
- Storia della letteratura neogreca. edizioni Eri, 1971, überarbeitete und aktualisierte Neuauflage: Carocci 2001.
  - Deutsche Übersetzung: Einführung in die Geschichte der neugriechischen Literatur. Übersetzung Ragni M. Gschwend, unter fachlicher Mitarbeit von Georg Veloudis. Hueber, München, 1972, Studienausgabe 1975, ISBN 3-19-006781-3.
  - Griechische Übersetzung: Ιστορία της Νεοελληνικής Λογοτεχνίας. Μετάφραση Μυρσίνης Ζορμπά. Odysseas, Athen, 1978, (online auf: scribd.com), 1989, 2003, ISBN 960-210-460-0.
  - Französische Übersetzung: Histoire de la littérature grecque moderne. Texte francais de Renée-Paule Debaisieux, Hatier, Paris, 1989, ISBN 960-7303-01-6.
- Οδυσσέας Ελύτης. Βιβλιογραφία 1935–1971. Ikaros, Athen, 1977.
- H γενιά του τριάντα: Ιδεολογία και μορφή. Hermes, Athen 1977. (Erweiterte Neuauflage: Hermes, Athen 1995. (online))
- Ιδεολογική λειτουργία της ελληνικής ηθογραφίας. Kedros, Athen, 1978; dritte, erweiterte Auflage. 1991, (online).
- Φθορά και λόγος. Εισαγωγή στην ποίηση του Γιώργου Σεφέρη. Bibliopoleion tes Hestias, Athen, 1978, revidierte Neuauflage 1989. Buchbesprechung von: John E. Rexine: The Poet George Seferis And His Greek Critics. In: Journal of the Hellenic Diaspora 7.3-4, 1980, S. 145ff., (online) (PDF).
  - Französische Übersetzung: Introduction à la poésie de Georges Séféris. L'Harmattan, Paris, 2000, ISBN 2-7384-4182-3.
- Οδυσσέας Ελύτης. Κριτική μελέτη. Hermes, Athen, 1984, Nachdruck 1986.
- (Hrsg.): Testi letterari italiani tradotti in greco (dal '500 ad oggi). Atti del IV Convegno di Studi Neogreci, Viterbo 20–22 maggio 1993. Rubbettino editore, Soveria Mannelli-Messina, 1994.
- Εισαγωγή στην ποίηση του Ελύτη. Επιλογή κριτικών κειμένων. Panepistemiakes Ekdoseis Kretes, Iraklio, 1999.
- Γραφείο με θέα. Άρθρα και ομιλίες. Εργογραφία με Αυτοβιογραφικό σχόλιο. εκδ. ΜIΕΤ, Athen, 2007. Buchbesprechung: (online) (in griechischer Sprache)
- Istanbul nella memoria. Bulzoni, Rom, 2010 (Saggi di greco moderno), ISBN 88-7870-504-7.
- Petrucciani e la Grecia Moderna. In: Antonio Barbuto (Hrsg.): Altri dati per Mario Petrucciani. Bulzoni Editore, Roma  2002, ISBN 88-8319-728-3, S. 83–86, online (PDF; 100 kB).

Editionen
- (Hrsg.): Teodoro Montselese, Ευγένα. Neapel, 1965.
- (Hg., mit Giuseppe Spadaro): Τραγωδία ονομαζομένη ΕΥΓΕΝΑ του Κυρ Θεοδώρου Μοντσελέζε 1646. Athen, 1995.
- Η Στρατιωτική ζωή εν Ελλάδι. Xειρόγραφον έλληνος υπαξιωματικού. Hermes, Athen, 1977.
- Έρωτος αποτελέσματα. Ιστορίαι ηθικο-ερωτικαί. Odysseas, Athen, 1993.

Übersetzungen
- Elytis: Poesie. Procedute dal Canto eroico e funebre per il sottotenente caduto in Albania. Roma, Il Presente, 1952.
- Nikos Kazantzakis: Cristo di nuovo in croce. Milano, Mondadori, 1955. (Original: Ο Χριστός ξανασταυρώνεται)
- Poesia greca del ‘900. A cura di Mario Vitti. Ed. Guanda, Parma, 1966.
- Ghiorgos Seferis: «Seferis». Editrice La Nuova Italia, Firenze (collana Il Castoro).